# Konak (Serbia)
Konak (cyr. Конак) – wieś w Serbii, w Wojwodinie, w okręgu środkowobanackim, w gminie Sečanj. W 2011 roku liczyła 777 mieszkańców.